# Площадь Ленина (Новосибирск)
Площадь Ле́нина — центральная площадь города Новосибирска. Расположена на Красном проспекте. Делится на транспортную и театральную (со сквером и памятником Владимиру Ленину). Вторая часть вначале имела название Новая Базарная.

## Переименование
Нынешняя площадь Ленина довольно часто переименовывалась. На месте площади Ленина до революции находилась Новая Базарная площадь. В 1920 году она была переименована в Красную площадь. К завершению Гражданской войны в России площадь была переименована в площадь Жертв Революции и носила это название с 1922 по 1924 год. В 1924 году после смерти В. И. Ленина площадь назвали в его честь. С 1935 по 1961 год главная площадь Новосибирска носила имя И. В. Сталина, но после кампании по десталинизации в 1961 году площади возвратили имя Ленина.

## История

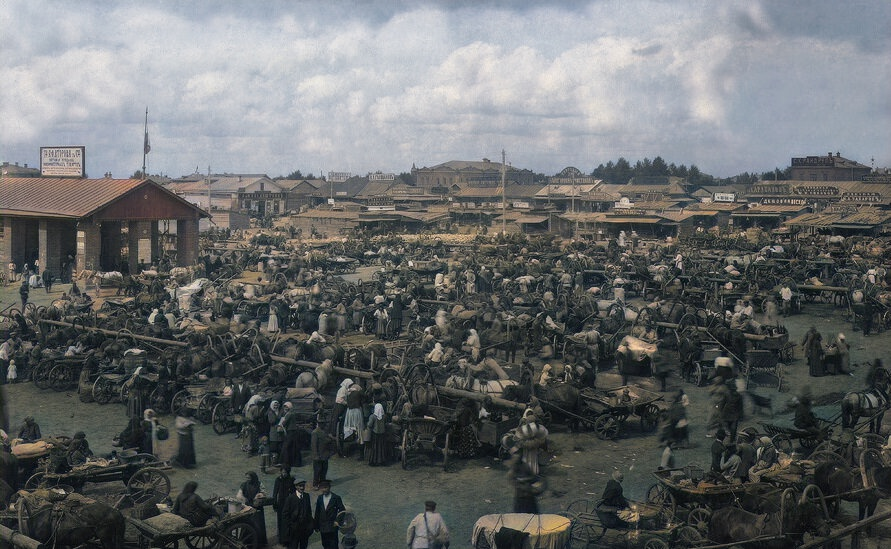
Базарная площадь в 1913 году

В 1901 году здесь появилась Новая Базарная площадь. Расположенный на площади рынок стал местом заработка как для местного населения, так и для людей из других сибирских городов и европейской части России. Место застраивалось лавками и торговыми помещениями. Коммерсанты продавали здесь различные вещи и продукты. Г. М. Кобзева вспоминала:

Самое центральное место занимала рыночная площадь, как раз там, где теперь стоит оперный театр. Богатая торговля была, бойкая. Мясо — тушами, гуси — возами, яйца — коробами. А в глубине базара кудахтали куры, кричали петухи, блеяли овечки, игогокали лошади — там продавалась всякая живность.

### Открытие кинотеатра Махотина
В 1908 году предприниматель Федот Фадеевич Махотин открывает на площади первый в Новониколаевске стационарный кинотеатр. Он находился в складском помещении на месте современного сквера перед Театром оперы и балета, там, где сегодня расположен вход на станцию Площадь Ленина.

### Строительство Торгового корпуса
Современный облик площади начал формироваться в 1910 году, когда в её центре был построен Городской торговый корпус, в котором разместились принадлежащие купцам магазины.

### Строительство «Делового дома»
Строительство «Делового дома» на площади было закончено в 1928 году. Ещё до закладки дома, по предложению инженера Сафронова, здание было решено отодвинуть на 58 метров внутрь квартала от Красного проспекта. Делалось это для того, чтобы организовать перед зданием стоянки для экипажей и автомобилей (так было организовано около Гостиного двора в Ленинграде). Предложение развивалось, и инженер Иван Иванович Загривко предложил идею создания в Новосибирске центральной площади (между зданиями старого Городского корпуса, Промышленного банка и зданиями Госучреждений Сибирского подворья и Крайпотребсоюза).
Невзирая на то, что проект вызвал большое обсуждение среди специалистов (так как центр Новосибирска в то время ещё не определился), тем не менее, начиная с 1926 года, площадь начала формироваться (вначале как стоянка для транспорта перед «Деловым домом», а после, с 1931 года, как сквер перед зданием Госбанка, а также перед будущим театром балета и оперы).

### Создание Первомайского сквера
В 1929 году было принято решение об организации на Базарной площади сквера, он появился в 1932 году на месте располагавшегося здесь Сенного торга, который был перенесён к ипподрому за улицу Гоголя.

### Сооружение Оперного театра

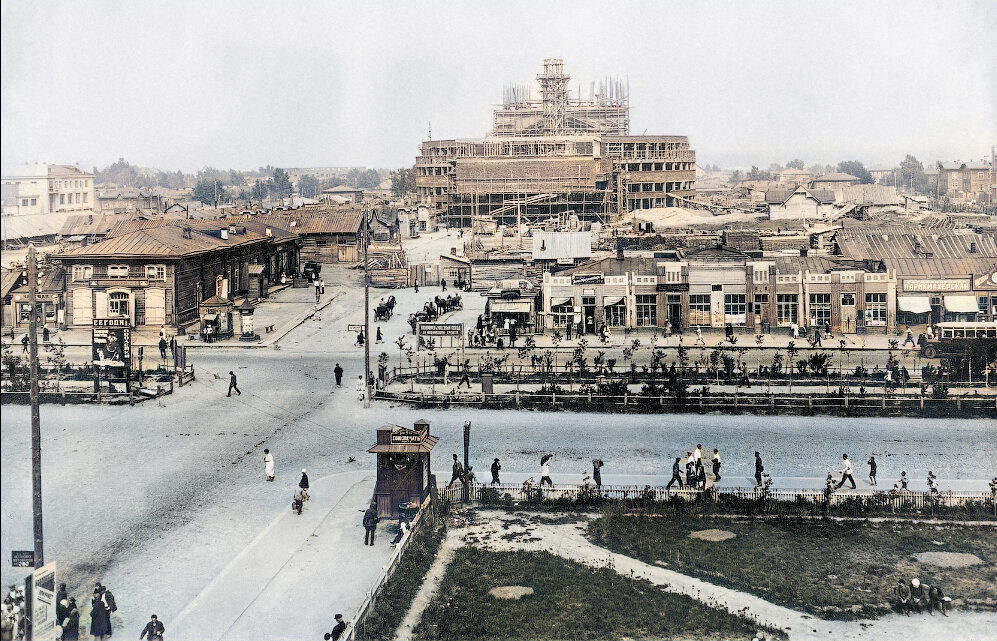
Строительство Дома науки и культуры

В 1930-е годы на площади начинается строительство Дома науки и культуры, будущего Оперного театра. И. М. Лавров в своём романе «Мои бессонные ночи» писал о его постройке следующее:

Почерневшие новониколаевские дома и домишки всяких обывателей, кустарей, бывших нэпманов, пивников, коробочек то там, то здесь сносили, точно выдирали пеньки, а то вырубали и кварталами. Стройки подступали к самому нашему дому. Отец не находил места, ждал со дня на день, что сковырнут, развалят и его родовое гнездо. Базар, на котором мы катались на коньках, закрыли, обнесли забором, и сотни людей начали копать котлован под Дворец науки и культуры
12 мая 1945 года Театр оперы и балета был открыт.

### Вторая половина XX века
С 1954 года площадь начинают перекрывать во время новогодних гуляний, вплоть до 1980-х здесь устанавливали праздничную ёлку, однако во время строительства метро празднование Нового года стали устраивать в Центральном парке.
5 ноября 1970 года напротив главного фасада Оперного театра был открыт памятник Ленину.

## Архитектурный ансамбль
Площадь Ленина формируют семь зданий: Городской торговый корпус, Деловой дом, Здание Госбанка, Здание Облпотребсоюза, Здание госучреждений, Новосибирский театр оперы и балета, Здание Промбанка.

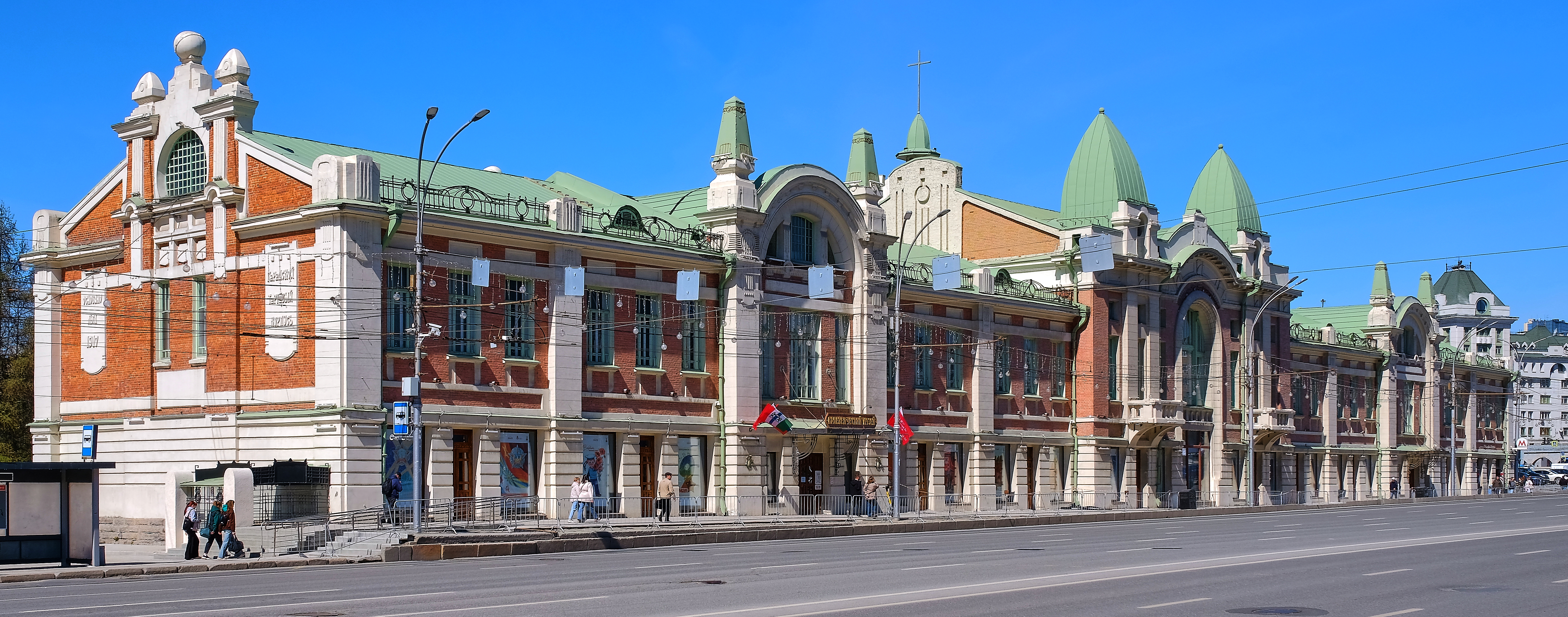
Городской торговый корпус
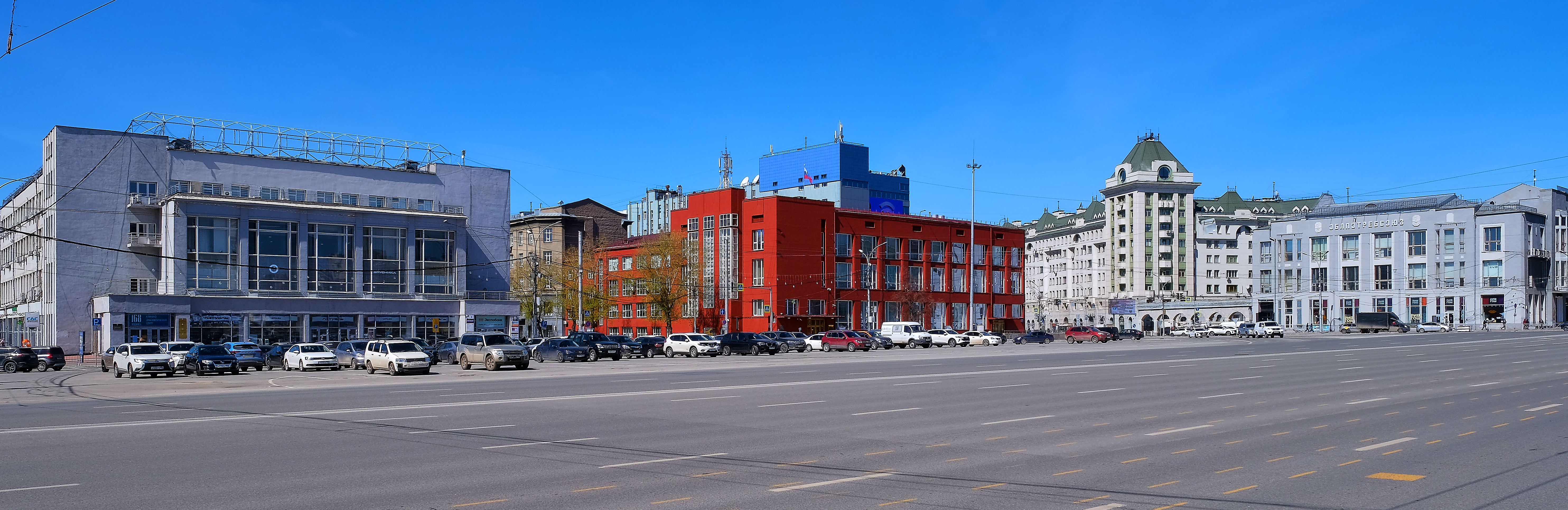
Слева направо: Деловой дом, здание Госбанка и здание Облпотребсоюза
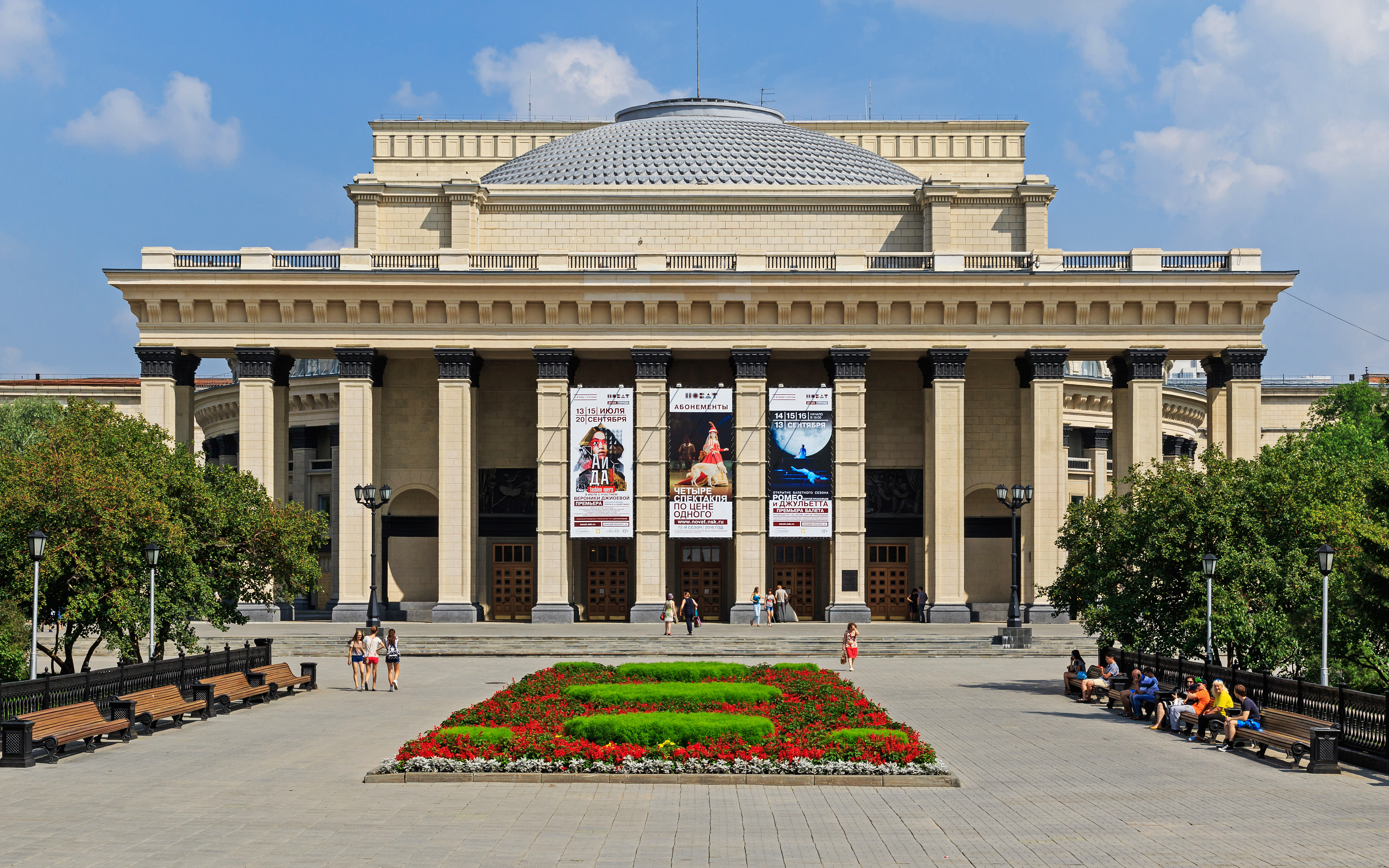
Новосибирский театр оперы и балета
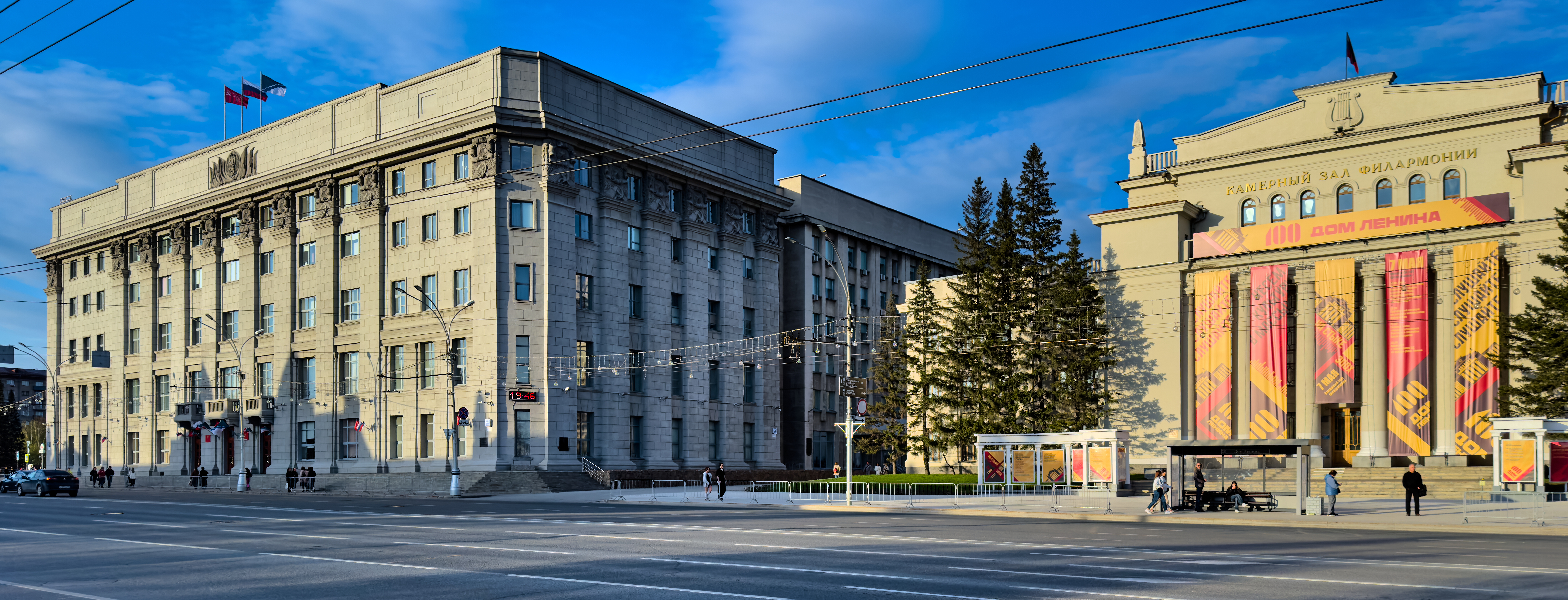
Здание Промбанка и Дом Ленина